# Xã St. Clair, Quận Columbiana, Ohio
Xã St. Clair (tiếng Anh: St. Clair Township) là một xã thuộc quận Columbiana, tiểu bang Ohio, Hoa Kỳ. Năm 2010, dân số của xã này là 7.957 người.